# Torneio Campeão dos Campeões do Norte
O Torneio Campeão dos Campeões do Norte foi uma competição de futebol organizada em 1948 pela Federação Maranhense de Desportos (FMD) que reuniu os campeões dos estados de Ceará, Maranhão e Pará.
O Torneio Campeão dos Campeões do Norte foi disputado no sistema de turno e returno e todas as partidas foram disputadas no campo do Estádio Santa Isabel, localizado na cidade de São Luís, Maranhão.

## Participantes
- Fortaleza
- Moto Club
- Paysandu

## Classificação final
| Pos. | Equipe    | Pts | J | V | E | D | GP | GC | SG |
| ---- | --------- | --- | - | - | - | - | -- | -- | -- |
| 1    | Moto Club | 5   | 4 | 2 | 1 | 1 | 13 | 7  | +6 |
| 2    | Paysandu  | 4   | 4 | 2 | 0 | 2 | 10 | 11 | -1 |
| 3    | Fortaleza | 3   | 4 | 1 | 1 | 2 | 8  | 13 | –5 |

|           | FOR | MCL | PAY |
| --------- | --- | --- | --- |
| Fortaleza |     | 2–2 | 3–2 |
| Moto Club | 5–1 |     | 5–2 |
| Paysandu  | 4–2 | 2–1 |     |

## Premiação
| Campeão do Torneio Campeão dos Campeões do Norte |
| ------------------------------------------------ |
| Moto Club                                        |